# یلتسین یخدا
یلتسین یخدا (انگلیسی: Yeltsin Tejeda؛ زاده ۱۷ مارس ۱۹۹۲) یک بازیکن فوتبال اهل کاستاریکا است.
وی همچنین در تیم ملی فوتبال کاستاریکا بازی کرده‌است.